# Рокуолл (округ)
Округ Рокуолл (англ. Rockwall county) — округ штата Техас Соединённых Штатов Америки. На 2000 год в нем проживало 43 079 человек. По оценке бюро переписи населения США в 2009 году население округа составляло 81 391 человек. Окружным центром является город Рокуолл.

## История
Округ Рокуолл был сформирован в 1873 году. Он был назван по названию окружного центра (под округом залегает геологическая каменная стена — англ. rock wall).

## География
По данным бюро переписи населения США площадь округа Рокуолл составляет 385 км², из которых 334 км² — суша, а 52 км² — водная поверхность (13,39 %).

### Основные шоссе
- Федеральная автострада 30/Шоссе 67
- Автострада 66
- Автострада 205
- Автострада 276

### Соседние округа
- Коллин  (север)
- Хант  (восток)
- Кофмен  (юг)
- Даллас  (запад)